# Radioastronomiefunkdienst

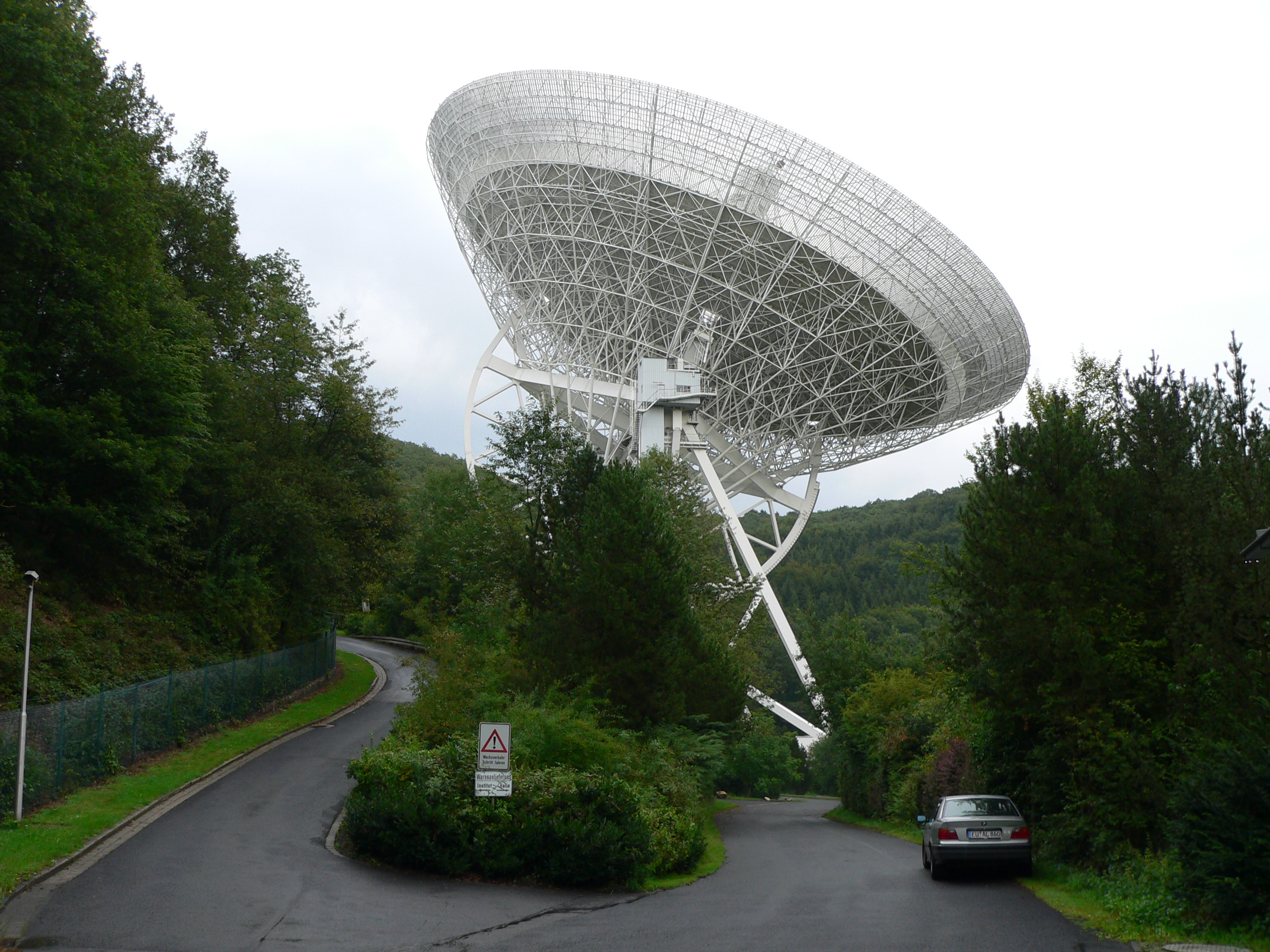
100-m-Antenne des Radioteleskop Effelsberg, Deutschland

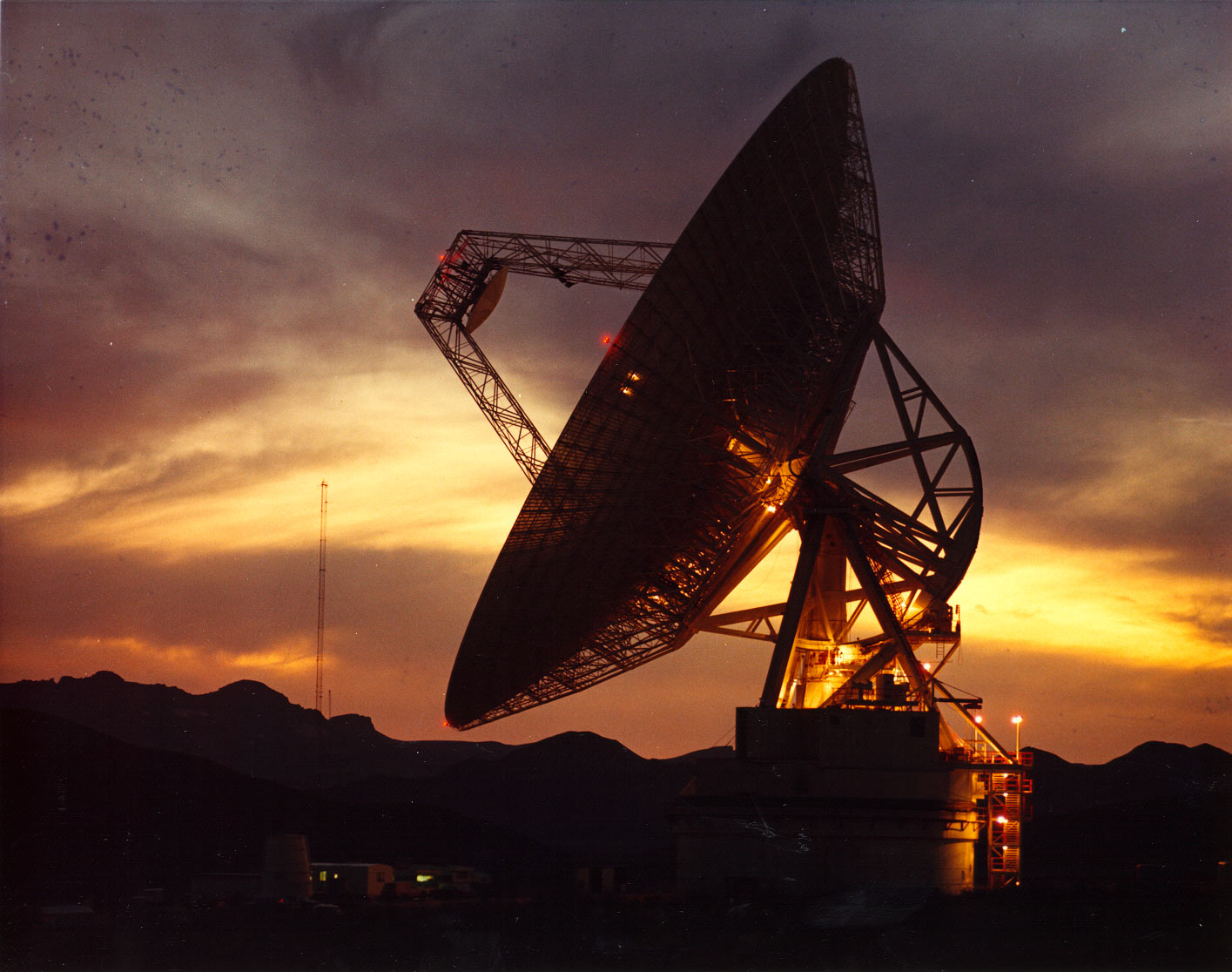
70-m-Radioteleskop im Goldstone-Observatorium, Kalifornien

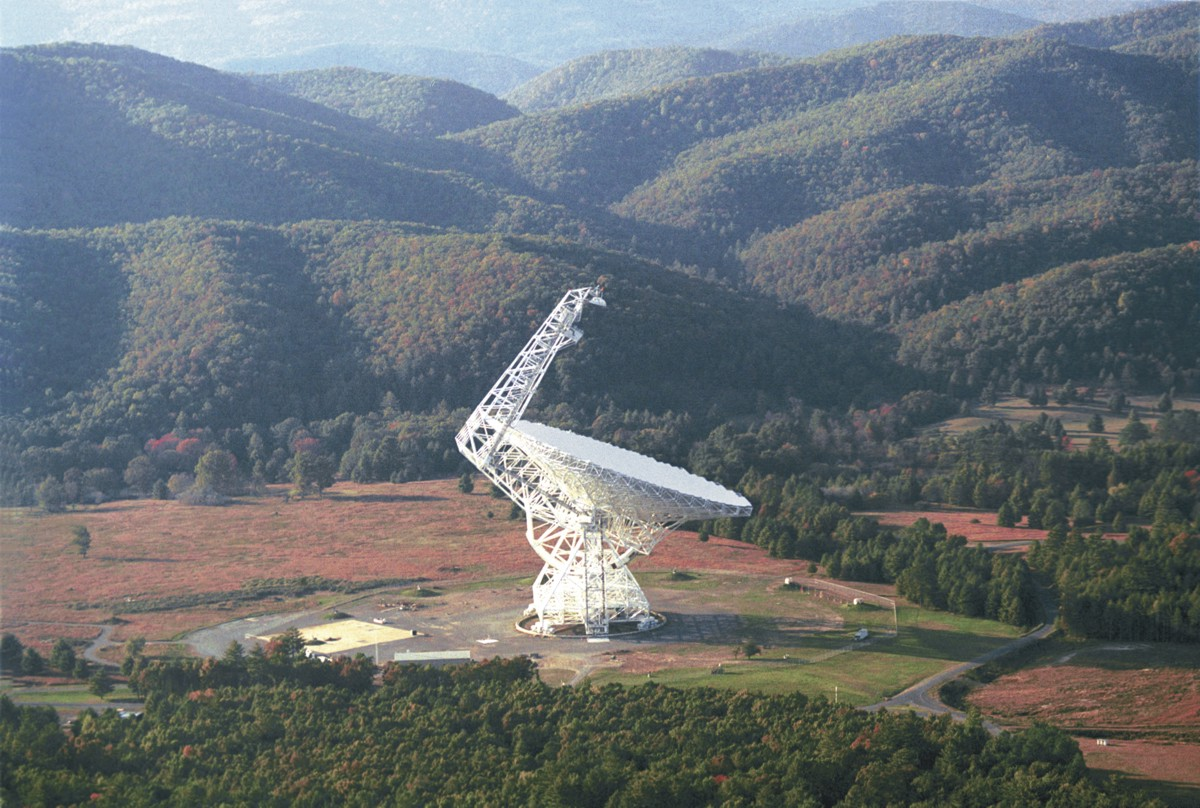
110-m-Radioteleskop im Green-Bank-Observatorium, USA

Der Radioastronomiefunkdienst ist gemäß Definition der Internationalen Fernmeldeunion ein Funkdienst für Zwecke der Radioastronomie. Dabei werden Radiowellen, die von astronomischen Objekten ausgesendet oder reflektiert werden, empfangen und ausgewertet.

## Frequenzbereiche
Dem Radioastronomiefunkdienst stehen in der ITU-Region 1 und insbesondere auf deutschem Hoheitsgebiet u. a. folgende Frequenzbereiche zur Verfügung.

### Frequenzbereiche (KW)
| Zuweisung an Funkdienste gemäß VO Funk | Zuweisung an Funkdienste gemäß VO Funk | Zuweisung an Funkdienste gemäß VO Funk      | Zuweisung an Funkdienste gemäß VO Funk |                                               |
| Deutschland                            | Deutschland                            | Deutschland                                 | Nutzer                                 | Bemerkung                                     |
| -------------------------------------- | -------------------------------------- | ------------------------------------------- | -------------------------------------- | --------------------------------------------- |
| 109                                    | 13 360–13 410 kHz                      | FESTER FUNKDIENST RADIOASTRONOMIEFUNKDIENST | ziv, mil                               | ziv – zivile Nutzer mil – militärische Nutzer |
| 161                                    | 25 550–25 670                          | RADIOASTRONOMIEFUNKDIENST                   | ziv                                    |                                               |

### Frequenzbereiche (UKW)
| Zuweisung an Funkdienste gemäß VO Funk | Zuweisung an Funkdienste gemäß VO Funk | Zuweisung an Funkdienste gemäß VO Funk | Zuweisung an Funkdienste gemäß VO Funk |                                    |
| Deutschland                            | Deutschland                            | Deutschland | Nutzer                                 | Bemerkung                          |
| -------------------------------------- | -------------------------------------- | --- | -------------------------------------- | ---------------------------------- |
| 172                                    | 37,75–38,25 MHz                        | MOBILER FUNKDIENST Fester Funkdienst Radioastronomiefunkdienst | ziv, mil                               |                                    |
| 208                                    | 322–328,6                              | MOBILER FUNKDIENST Fester Funkdienst Radioastronomiefunkdienst | mil                                    |                                    |
| 220                                    | 406,1–410                              | MOBILER LANDFUNKDIENST RADIOASTRONOMIEFUNKDIENST | ziv                                    |                                    |
| 238                                    | 1 400–1 427                            | ERDERKUNDUNGSFUNKDIENST ÜBER SATELLITEN RADIOASTRONOMIEFUNKDIENST WELTRAUMFORSCHUNGSFUNKDIENST (passiv) | ziv                                    | Aussendungen sind nicht zugelassen |
| 252                                    | 1 610,6–1 613,8                        | FLUGNAVIGATIONSFUNKDIENST MOBILFUNKDIENST ÜBER SATELLITEN (Richtung Erde–Weltraum) MOBILER FLUGFUNKDIENST ÜBER SATELLITEN (R) RADIOASTRONOMIEFUNKDIENST Ortungsfunkdienst über Satelliten (Richtung Erde–Weltraum) | ziv                                    | INMARSAT                           |
| 260                                    | 1 660–1 660,5                          | MOBILFUNKDIENST ÜBER SATELLITEN (Richtung Erde–Weltraum) D351A RADIOASTRONOMIEFUNKDIENST | ziv                                    |                                    |
| 261                                    | 1 660,5–1 668,4                        | RADIOASTRONOMIEFUNKDIENST WELTRAUMFORSCHUNGSFUNKDIENST (passiv) Fester Funkdienst 3 | ziv                                    |                                    |
| 262                                    | 1 668,4–1 670                          | RADIOASTRONOMIEFUNKDIENST Fester Funkdienst 3 | ziv                                    |                                    |
| 284                                    | 2 655–2 670                            | MOBILFUNKDIENST außer mobiler Flugfunkdienst Radioastronomiefunkdienst | ziv                                    |                                    |
| 285                                    | 2 670–2 690                            | MOBILFUNKDIENST außer mobiler Flugfunkdienst Radioastronomiefunkdienst | ziv                                    |                                    |
| 286                                    | 2 690–2 695                            | ERDERKUNDUNGSFUNKDIENST ÜBER SATELLITEN (passiv) RADIOASTRONOMIEFUNKDIENST WELTRAUMFORSCHUNGSFUNKDIENST (passiv)                                                                                                   | ziv                                    |                                    |
| 287                                    | 2 690–2 695                            | ERDERKUNDUNGSFUNKDIENST ÜBER SATELLITEN (passiv) RADIOASTRONOMIEFUNKDIENST WELTRAUMFORSCHUNGSFUNKDIENST (passiv)                                                                                                   | ziv                                    |                                    |
| 297                                    | 2 690–2 695                            | FESTER FUNKDIENST MOBILFUNKDIENST Radioastronomiefunkdienst 13 | mil                                    |                                    |
| 298                                    | 2 690–2 695                            | FESTER FUNKDIENST MOBILFUNKDIENST RADIOASTRONOMIEFUNKDIENST 13 | mil                                    |                                    |

### Frequenzbereiche (SHF/EHF)
| Zuweisung an Funkdienste Gemäß VO Funk | Zuweisung an Funkdienste Gemäß VO Funk | Zuweisung an Funkdienste Gemäß VO Funk | Zuweisung an Funkdienste Gemäß VO Funk |                         |
| Deutschland                            | Deutschland                            | Deutschland | Nutzer                                 | Bemerkung               |
| -------------------------------------- | -------------------------------------- | --- | -------------------------------------- | ----------------------- |
| 340                                    | 10,6–10,68 GHz                         | RADIOASTRONOMIEFUNKDIENST | ziv                                    | weitere Funkdienste ziv |
| 341                                    | 10,68–10,7                             | RADIOASTRONOMIEFUNKDIENST | ziv                                    | weitere Funkdienste ziv |
| 352                                    | 14,47–14,5                             | Radioastronomiefunkdienst | ziv                                    | weitere Funkdienste ziv |
| 356                                    | 15,35–15,4                             | RADIOASTRONOMIEFUNKDIENST | ziv                                    | weitere Funkdienste ziv |
| 372                                    | 22,21–22,5                             | RADIOASTRONOMIEFUNKDIENST | ziv                                    | weitere Funkdienste ziv |
| 377                                    | 23,6–24                                | RADIOASTRONOMIEFUNKDIENST | ziv                                    | weitere Funkdienste ziv |
| 391                                    | 31,3–31,5                              | RADIOASTRONOMIEFUNKDIENST | ziv                                    | weitere Funkdienste ziv |
| 392                                    | 31,5–31,8                              | RADIOASTRONOMIEFUNKDIENST | ziv                                    | weitere Funkdienste ziv |
| 409                                    | 42,5–43,5                              | FESTER FUNKDIENST FESTER FUNKDIENST ÜBER SATELLITEN (Richtung Erde–Weltraum) MOBILFUNKDIENST außer mobiler Flugfunkdienst RADIOASTRONOMIEFUNKDIENST                                                                                   | mil                                    |                         |
| 420                                    | 52,5–54,25                             | RADIOASTRONOMIEFUNKDIENST | ziv                                    | weitere Funkdienste ziv |
| 432                                    | 76–77,5                                | RADIOASTRONOMIEFUNKDIENST | ziv                                    | weitere Funkdienste ziv |
| 433                                    | 77,5–78                                | RADIOASTRONOMIEFUNKDIENST | ziv                                    | weitere Funkdienste ziv |
| 434                                    | 78–79                                  | NICHTNAVIGATORISCHER ORTUNGSFUNKDIENST Amateurfunkdienst Amateurfunkdienst über Satelliten Weltraumforschungsfunkdienst (Richtung Weltraum–Erde) Radioastronomiefunkdienst                                                            | ziv, mil                               |                         |
| 435                                    | 79–81                                  | NICHTNAVIGATORISCHER ORTUNGSFUNKDIENST RADIOASTRONOMIEFUNKDIENST Amateurfunkdienst Amateurfunkdienst über Satelliten Weltraumforschungsfunkdienst (Richtung Weltraum–Erde)                                                            | ziv, mil                               |                         |
| 436                                    | 81–84                                  | FESTER FUNKDIENST FESTER FUNKDIENST ÜBER SATELLITEN (Richtung Erde–Weltraum) MOBILFUNKDIENST MOBILFUNKDIENST ÜBER SATELLITEN (Richtung Erde–Weltraum) RADIOASTRONOMIEFUNKDIENST Weltraumforschungsfunkdienst (Richtung Weltraum–Erde) | mil                                    |                         |
| 437                                    | 84–86                                  | RADIOASTRONOMIEFUNKDIENST | ziv                                    | weitere Funkdienste ziv |
| 438                                    | 86–92                                  | RADIOASTRONOMIEFUNKDIENST | ziv                                    | weitere Funkdienste ziv |
| 439                                    | 92–94                                  | FESTER FUNKDIENST MOBILFUNKDIENST NICHTNAVIGATORISCHER ORTUNGSFUNKDIENST RADIOASTRONOMIEFUNKDIENST | ziv, mil                               |                         |
| 440                                    | 94–94,1                                | ERDERKUNDUNGSFUNKDIENST ÜBER SATELLITEN (aktiv) NICHTNAVIGATORISCHER ORTUNGSFUNKDIENST RADIOASTRONOMIEFUNKDIENST WELTRAUMFORSCHUNGSFUNKDIENST (aktiv)                                                                                 | ziv, mil                               |                         |
| 441                                    | 94.1–95                                | ERDERKUNDUNGSFUNKDIENST ÜBER SATELLITEN (aktiv) NICHTNAVIGATORISCHER ORTUNGSFUNKDIENST RADIOASTRONOMIEFUNKDIENST WELTRAUMFORSCHUNGSFUNKDIENST (aktiv)                                                                                 | ziv, mil                               |                         |
| 442                                    | 95–100                                 | FESTER FUNKDIENST MOBILFUNKDIENST NAVIGATIONSFUNKDIENST NAVIGATIONSFUNKDIENST ÜBER SATELLITEN NICHTNAVIGATORISCHER ORTUNGSFUNKDIENST RADIOASTRONOMIEFUNKDIENST                                                                        | mil                                    |                         |
| 443                                    | 100–102                                | RADIOASTRONOMIEFUNKDIENST | ziv                                    | weitere Funkdienste ziv |
| 444                                    | 102–105                                | RADIOASTRONOMIEFUNKDIENST | ziv                                    | weitere Funkdienste ziv |
| 445                                    | 105–109,5                              | RADIOASTRONOMIEFUNKDIENST | ziv                                    | weitere Funkdienste ziv |
| 446                                    | 109,5–111,8                            | RADIOASTRONOMIEFUNKDIENST | ziv                                    | weitere Funkdienste ziv |
| 447                                    | 111,8–114,25                           | RADIOASTRONOMIEFUNKDIENST | ziv                                    | weitere Funkdienste ziv |
| 448                                    | 114,25–116                             | RADIOASTRONOMIEFUNKDIENST | ziv                                    | weitere Funkdienste ziv |
| 451                                    | 123–126                                | Radioastronomiefunkdienst | ziv                                    | weitere Funkdienste ziv |
| 452                                    | 126–130                                | Radioastronomiefunkdienst | ziv                                    | weitere Funkdienste ziv |
| 453                                    | 130–134                                | RADIOASTRONOMIEFUNKDIENST | ziv                                    | weitere Funkdienste ziv |
| 454                                    | 134–136                                | Radioastronomiefunkdienst | ziv                                    | weitere Funkdienste ziv |
| 455                                    | 136–141                                | RADIOASTRONOMIEFUNKDIENST | ziv                                    | weitere Funkdienste ziv |
| 456                                    | 141–148,5                              | FESTER FUNKDIENST MOBILFUNKDIENST NICHTNAVIGATORISCHER ORTUNGSFUNKDIENST RADIOASTRONOMIEFUNKDIENST | ziv, mil                               |                         |
| 457                                    | 148,5–151,5                            | RADIOASTRONOMIEFUNKDIENST | ziv                                    | weitere Funkdienste ziv |
| 458                                    | 151,5–155,5                            | RADIOASTRONOMIEFUNKDIENST | ziv                                    | weitere Funkdienste ziv |
| 459                                    | 155,5–158,5                            | RADIOASTRONOMIEFUNKDIENST | ziv                                    | weitere Funkdienste ziv |
| 461                                    | 164–167                                | RADIOASTRONOMIEFUNKDIENST | ziv                                    | weitere Funkdienste ziv |
| 467                                    | 182–185                                | RADIOASTRONOMIEFUNKDIENST | ziv                                    | weitere Funkdienste ziv |
| 471                                    | 200–202                                | RADIOASTRONOMIEFUNKDIENST | ziv                                    | weitere Funkdienste ziv |
| 472                                    | 202–209                                | RADIOASTRONOMIEFUNKDIENST | ziv                                    | weitere Funkdienste ziv |
| 473                                    | 209–217                                | FESTER FUNKDIENST FESTER FUNKDIENST ÜBER SATELLITEN (Richtung Erde–Weltraum) MOBILFUNKDIENST RADIOASTRONOMIEFUNKDIENST | ziv, mil                               | weitere Funkdienste ziv |
| 474                                    | 217–226                                | RADIOASTRONOMIEFUNKDIENST | ziv                                    | weitere Funkdienste ziv |
| 475                                    | 226–234,5                              | RADIOASTRONOMIEFUNKDIENST | ziv                                    | weitere Funkdienste ziv |
| 481                                    | 241–248                                | NICHTNAVIGATORISCHER ORTUNGSFUNKDIENST RADIOASTRONOMIEFUNKDIENST Amateurfunkdienst Amateurfunkdienst über Satelliten | ziv, mil                               |                         |
| 482                                    | 248–250                                | ERDERKUNDUNGSFUNKDIENST ÜBER SATELLITEN (passiv) RADIOASTRONOMIEFUNKDIENST WELTRAUMFORSCHUNGSFUNKDIENST (passiv) | ziv                                    |                         |
| 483                                    | 250–252                                | ERDERKUNDUNGSFUNKDIENST ÜBER SATELLITEN (passiv) RADIOASTRONOMIEFUNKDIENST WELTRAUMFORSCHUNGSFUNKDIENST (passiv) | ziv                                    |                         |
| 484                                    | 252–265                                | FESTER FUNKDIENST MOBILFUNKDIENST MOBILFUNKDIENST ÜBER SATELLITEN (Richtung Erde–Weltraum) NAVIGATIONSFUNKDIENST NAVIGATIONSFUNKDIENST ÜBER SATELLITEN RADIOASTRONOMIEFUNKDIENST                                                      | ziv, mil                               |                         |
| 485                                    | 265–257                                | FESTER FUNKDIENST FESTER FUNKDIENST ÜBER SATELLITEN (Richtung Erde–Weltraum) MOBILFUNKDIENST RADIOASTRONOMIEFUNKDIENST | ziv, mil                               |                         |